# Несмелов, Арсений Иванович
Арсе́ний Несме́лов (наст. имя и фам. Арсе́ний Ива́нович Митропо́льский, др. псевдонимы — А. Н-ов, А. Н-лов, А. Арсеньев, Н. Арсеньев, Арсений Бибиков, Сеня Смелов, Николай Дозоров, Н. Рахманов, Анастигмат, Тётя Розга, Не-пыли; 8 (20) июня 1889, Москва — 6 декабря 1945, село Гродеково Приморского края, тюрьма для пересыльных) — русский поэт, прозаик, журналист. Участник Белого движения.

## Биография
Родился в Москве в семье надворного советника, секретаря Московского окружного военно-медицинского управления И. А. Митропольского, бывшего также литератором. Младший брат русского писателя и редактора И. И. Митропольского.
Учился во Втором Московском кадетском корпусе, из него перевёлся в Нижегородский Аракчеевский, который и окончил в 1908 году. Печататься начал в 1912 году.
20 августа 1914 года мобилизован; всю Первую мировую войну провёл на Австрийском фронте (не считая недолгого пребывания в госпитале в конце 1914 года). За время войны Несмелов получил четыре ордена. Демобилизован по ранению 1 апреля 1917 год в чине подпоручика, вернулся в Москву. Находился под следствием как секретный сотрудник Охранного отделения, но был оправдан. В этот период несколько стихотворений ему посвятила поэтесса Мария Папер, которая некоторое время подписывалась «Папер-Митропольская».
В начале ноября 1917 года (н. ст.) принимал участие в борьбе с большевиками в Москве. Через несколько недель уехал из Москвы на Урал, добрался до Кургана, позже — до Омска, где присоединился к войскам Верховного главнокомандующего А. В. Колчака; был адъютантом коменданта Омска полковника Василия Катаева, тогда же получил чин поручика. Участник Великого Сибирского Ледяного похода. Вместе с войсками генерала В. Каппеля отступал до Читы.
В начале весны 1920 года оказался во Владивостоке, где занялся журналистикой (Владиво-ниппо) и литературной деятельностью, взяв в качестве литературного псевдонима фамилию боевого товарища, погибшего под Тюменью.
В мае 1924 года вместе с несколькими другими бывшими белыми офицерами пешком (благодаря карте, данной ему во Владивостоке В. К. Арсеньевым) перешёл советско-китайскую границу. Поселился в Харбине. Активно сотрудничал в местной русскоязычной периодике (журналы «Рубеж», «Луч Азии»; газета «Рупор» и др.): публиковал рассказы, стихи, обзоры, фельетоны, статьи о литературе. Некоторое время редактировал страницу «Юный читатель Рубежа» (приложение к газете «Рупор»).
В 1927—1929 годах Несмелова печатали в «Сибирских огнях».
Член Всероссийской фашистской партии, по заказу которой написал сборник публицистических стихов «Только такие» и поэму «Георгий Семена», изданные не под основным псевдонимом, а под именем «Н. Дозоров».
С 1941 года — курсант вечерних курсов политической подготовки, организованных при разведывательной школе в Харбине. По окончании курсов был зачислен официальным сотрудником 4 отдела Японской военной миссии, работал на курсах пропагандистов. Читал предмет «Литературно-художественная агитация». На курсах имел псевдоним «Дроздов». В мае 1944 был переведён в 6 отдел миссии, где и работал до занятия Харбина Красной Армией в 1945 году.
В августе 1945 года арестован и вывезен в СССР. Согласно официальной справке, умер 6 декабря того же года в пересыльной тюрьме в Гродекове (ныне посёлок Пограничный в Пограничном районе Приморского края).

## Творчество
Поэзия Несмелова была известна уже в 1920-е годы, её высоко ценили Борис Пастернак, Марина Цветаева, Николай Асеев, Леонид Мартынов, Сергей Марков и другие. Валерий Перелешин, представитель младшего поколения харбинских поэтов, ставил Несмелова очень высоко и считал его если не своим учителем, то человеком, которому он обязан вхождением в литературу; в 1970—1980-е годы внёс неоценимый вклад в собирание распылённого литературного наследия Несмелова.
Многие стихи Несмелова носят повествовательно-балладный характер, некоторые из них просто развлекательны, но он умел также выразить свои серьёзные человеческие устремления в строках о природе, в философской лирике и в стихах о войне.

### Публикации
- Ковчег: Поэзия первой эмиграции. / Сост., авт. предисл. и коммент. В. Крейд. — М.: Политиздат, 1991. — С.214—246. — 511 с.
- Кольцо Цезаря (рассказ) // «Рубеж» : журнал. — Харбин, 1938. — № 34.

### Собрание сочинений
- Избранная проза / Под ред. и с коммент. Э. Штейна. Orange: Антиквариат, 1987. — 151 c.
- Без России. Том первый / Под ред. и с коммент. Э. Штейна. Orange: Антиквариат, 1990. — 479 c.
- Без Москвы, без России: Стихотворения. Поэмы. Рассказы / [Сост. и коммент. Е. Витковского и А. Ревоненко; Предисл. Е. Витковского]. — М.: Московский рабочий, 1990. — 461, [1] с.
- Собрание сочинений. В 2-х тт. / Сост. Е. Витковский, А. Колесов, Ли Мэн, В. Резвый; Предисл. Е. Витковского; Коммент. Е. Витковского, Ли Мэн. Владивосток: Рубеж, 2006.
  - Т. 1: Стихотворения и поэмы. — 560 с.
  - Т. 2: Рассказы и повести. Мемуары. — 732 с.
- В художественном мире харбинских писателей. Арсений Несмелов: материалы к творческой биографии. В 3-х томах / Сост. и коммент. А. Забияко, В. Резвого, Г. Эфендиевой. Благовещенск: изд. АмГУ, 2015.
  - Т. 1. Ч. 1. — 348 с.; Ч. 2. — 395 с.

## Музыкальные произведения на стихи поэта
В репертуар Валерия Леонтьева входят две песни композитора Владимира Евзерова на стихи Арсения Несмелова: «Каждый хочет любить» («Песня года 1999») и «Волчья страсть» («Песня года 2000»).